# Атамкулов, Бейбут Бакирович
Бе́йбут Баки́рович Атамку́лов (каз. Бе́йбіт Бәкірұлы Атамқұлов; род. 19 мая 1964, село Узынагаш, Жамбылский район, Алматинская область) — казахстанский государственный деятель и дипломат. Чрезвычайный и Полномочный Посол Республики Казахстан в Республике Узбекистан (с 2022).
Министр индустрии и инфраструктурного развития Республики Казахстан (18 сентября 2019 — 11 января 2022; и. о. с 5 января 2022).

## Биография
Родился 19 мая 1964 года в селе Узынагаш Жамбылского района Алматинской области. Происходит из рода жаныс племени дулат
В 1986 году окончил в Алма-Ате металлургический факультет Казахского политехнического института им. В. И. Ленина по специальности инженер-металлург. По распределению начал работать плавильщиком медеплавильного завода Норильского горно-металлургического комбината им. А. П. Завенягина.

### Производственная деятельность
С конца 1986 года Бейбут Атамкулов работал плавильщиком, мастером, старшим мастером рафинировочного цеха, ведущим инженером ОКС, ведущим инженером, заместителем начальника отдела внешнеэкономических связей (ВЭС) Чимкентского свинцового завода им. М. И. Калинина.
В конце 1991 года был назначен главным специалистом, а затем директором компании «Черметэкспорт» Казахстанского республиканского внешнеэкономического предприятия «Казметаллэкспорт» Министерства внешнеэкономических связей РК. С 1993 года — первый заместитель генерального директора ГВК «Казахстан Сауда» МВЭС РК. С 1995 года — первый заместитель гендиректора ГАО «Карагандинский металлургический комбинат» (Темиртау). С 1996 года — гендиректор компании «Рахат Металс» (Алматы). С 2002 года — председатель Совета директоров ГК «Рахат».
В 2000 году Бейбут Атамкулов окончил Санкт-Петербургский государственный университет экономики и финансов и в том же году, защитив диссертацию на тему «Регулирование инвестиционных процессов в социальной сфере на примере Республики Казахстан», получил степень кандидата экономических наук.

### Политическая карьера
С 2006 года Атамкулов находился на дипломатической службе. Был назначен советником-посланником посольства Казахстана в Российской Федерации.
С 2007 года — советник-посланник посольства Казахстана в Иране.
В 2008 году Атамкулов получил чин советника I класса и был назначен генеральным консулом Республики Казахстан в Германии (Франкфурт-на-Майне, 2008—2010).
5 мая 2010 года указом главы государства Атамкулов был назначен чрезвычайным и полномочным послом Республики Казахстан в Малайзии.
2 ноября 2010 года указом главы государства Атамкулов был назначен чрезвычайным и полномочным послом Республики Казахстан в Республике Индонезия, Бруней-Даруссаламе, Республике Филиппины по совместительству, а 4 июля 2012 года указом главы государства был освобождён от должности чрезвычайного и полномочного посла Республики Казахстан в Республике Индонезия по совместительству.
1 октября 2012 года распоряжением главы государства Атамкулов был назначен ответственным секретарём Министерства индустрии и новых технологий Республики Казахстан.
С 13 августа 2014 года — ответственный секретарь нового Министерства по инвестициям и развитию Республики Казахстан (МИР РК).
8 августа 2015 года был назначен акимом Южно-Казахстанской области.
7 октября 2016 года Атамкулов был назначен министром оборонной и аэрокосмической промышленности Республики Казахстан.
26 декабря 2018 года Бейбут Атамкулов был назначен министром иностранных дел Республики Казахстан.
На посту министра иностранных дел провёл обширную работу по укреплению дипломатических связей Республики Казахстан с США, Россией, Японией, стран Ближнего Востока, стран Юго-Восточной Азии.
В рамках официального визита в Москву в январе 2019 года министр иностранных дел РК Бейбут Атамкулов встретился с главой МИД РФ Сергеем Лавровым. В ходе встречи главы внешнеполитических ведомств обсудили текущее состояние и перспективы развития двустороннего сотрудничества в политической и экономической сферах, а также обменялись мнениями по различным аспектам региональной и международной повестки.
6 апреля 2019 года в ранге министра иностранных дел Атамкулов встретился с рядом политических и деловых лидеров в кулуарах Всемирного экономического форума по Ближнему Востоку и Северной Африке (WEF MENA) в Иордании, в числе которых были король Иордании Абдалла II ибн Хусейн, основатель и президент Всемирного экономического форума в Давосе Клаус Шваб, президент ЕБРР Сума Чакрабарти, президент Армении Армен Саркисян.
18 мая 2019 года в рамках участия в 7-м Совещании министров иностранных дел Диалога «Центральная Азия + Япония» (ДЦАЯ) состоялась встреча министра иностранных дел Республики Казахстан Бейбута Атамкулова с президентом Республики Таджикистан Эмомали Рахмоном, а также с министром иностранных дел Японии Коно Таро.
20 мая 2019 года Атамкулов провёл встречу с президентом Кыргызской Республики Сооронбай Жээнбековвым, в ходе которой обсуждались текущее состояние и перспективы двустороннего сотрудничества двух стран. Сооронбай Жээнбеков отметил, что Казахстан является одним из основных партнеров Кыргызстана во внешней политике, Кыргызская сторона заинтересована в дальнейшем углублении сотрудничества по всем направлениям.
3 июля 2019 года Атамкулов провёл рабочую встречу с государственным секретарём США Майком Помпео, в ходе которой стороны обсудили возможности укрепления стратегического сотрудничества между Казахстаном и США. Помпео выразил открытость и готовность США к сотрудничеству с новым правительством Президента Касым-Жомарта Токева.
18 сентября 2019 года Бейбут Атамкулов был назначен министром индустрии и инфраструктурного развития Республики Казахстан.
15 декабря 2020 года Чрезвычайный посол Республики Корея в Казахстане Ким Дэ Сик вручает Бейбуту Атамкулову орден «За дипломатические заслуги».
31 октября 2022 года назначен Чрезвычайным и Полномочным Послом Республики Казахстан в Республике Узбекистан.

### Общественная деятельность
31 января 2020 года в Алматы состоялся внеочередной съезд Федерации шахмат Казахстана, на котором Бейбут Атамкулов был избран президентом организации.

## Награды
| Казахстан                                      | 7.12.2018       | Орден Парасат                                                  |                                                                |  |
| Казахстан                                      | 3.12.2013       | Орден Курмет                                                   |                                                                |  |
| Казахстан                                      | 20.06.2008      | Юбилейная медаль «10 лет Астане»                               |                                                                |  |
| Казахстан                                      | 2011            | Медаль «20 лет независимости Республики Казахстан»             |                                                                |  |
| Казахстан                                      | 2015            | Медаль «20 лет Конституции Республики Казахстан»               |                                                                |  |
| Казахстан                                      | 2016            | Медаль «25 лет независимости Республики Казахстан»             |                                                                |  |
| Казахстан                                      | 2018            | Юбилейная медаль «20 лет Астане»                               |                                                                |  |
| Высший совет Евразийского экономического союза | 29 мая 2019     | Медаль «За вклад в развитие Евразийского экономического союза» | Медаль «За вклад в развитие Евразийского экономического союза» |  |
| Республика Корея                               | 2020            | Орден Gwanghwa 1-й степени                                     |                                                                |  |
| Армения                                        | 16 декабря 2021 | Медаль Признательности.                                        |                                                                |  |
| Узбекистан                                     | 26 августа 2024 | Орден «Дустлик»                                                |                                                                |  |

## Критика
По данным райских документов в 2017 году Бейбут Атамкулов, наряду со своим братом Ерланом Атамкуловым, значился одним из директоров мальтийской компании Centraz Finance Ltd., которая была создана в 1998 году и зарегистрирована как производитель винограда и продавец вина, а в октябре 2017 года была включена в список активных.